# 내부고발자 (영화)
《내부고발자》(영어: The Whistleblower)는 2010년 공개된 캐나다의 전기 드라마 영화이다.
이 영화는 2010년 9월 13일 제35회 토론토 국제 영화제에서 전 세계 최초로 상영되었고, 새뮤얼 골드윈 필름스(Samuel Goldwyn Films)가 미국 극장에 배급했다. 이 영화는 1990년대 후반에 발생한 사건을 허구화한 것으로 홍보되었다.

## 줄거리
네브래스카주 링컨 출신 경찰관 캐스린 볼커백은 전후 보스니아 헤르체고비나에서 유엔 국제 경찰로 파견되어 민간 계약 업체 데모크라 시큐리티(다인코프 인터내셔널을 모델로 한 가상 회사)에서 일하게 된다. 그녀는 가정 폭력을 겪은 무슬림 여성을 돕는 데 성공한 후 젠더 평등 문제 부서의 책임자가 된다.
그러던 중 젊은 우크라이나인 여성 라야와 그녀의 친구 루바가 친척에게 팔려 보스니아의 인신매매 조직에 넘겨지는 사건을 접하게 된다. 라야는 또 다른 피해자인 이르카와 함께 탈출하여 여성 보호소로 보내지지만, 캐스린은 이 사건을 조사하던 중 국제 인력을 포함한 대규모 성노예 조직의 실체를 발견한다.
캐스린은 라야와 이르카를 설득하여 법정에서 증언하게 하지만, 유엔 관료의 무관심과 부패한 평화 유지군의 배신으로 이르카는 보스니아와 세르비아 사이 국경에서 버려지고, 라야는 인신매매범들에게 다시 잡힌다. 라야는 다른 소녀들에게 대한 본보기로 잔혹하게 성폭행을 당한다.
캐스린은 이 스캔들을 유엔에 알리지만, 거액의 방위 및 보안 계약을 보호하기 위해 조직적으로 은폐되어 왔음을 알게 된다. 하지만 캐스린은 인권 위원회 책임자 매들린 리스와 내부 조사 전문가 피터 워드의 도움을 받아 계속해서 진실을 파헤치려 한다. 그녀의 조사 과정은 위협과 방해에 직면하지만 결국 캐스린은 라야를 찾아낸다. 그러나 라야는 그녀와 함께 가기를 거부한다. 결국 라야는 인신매매범에게 살해당한다.
캐스린은 자신의 조사 결과를 유엔 고위 관계자들에게 이메일로 보내지만, 그 후 해고당한다. 그녀는 인신매매 증거를 모으기 위해 데모크라 시큐리티에 잠입했다가 워드와 다른 직원에게 붙잡히고 증거를 워드에게 빼앗긴다. 하지만 이는 캐스린과 워드가 함께 계획한 함정이었고, 둘은 증거를 가지고 탈출한다. 캐스린은 영국 BBC 뉴스에 이 사건을 폭로한다.
영화는 캐스린의 폭로 후 몇몇 평화 유지군이 본국으로 송환됐지만 면책 특권 때문에 아무도 처벌받지 않았으며, 미국은 여전히 데모크라 시큐리티와 같은 민간 계약 업체와 사업을 계속한다는 사실을 보여주며 끝을 맺는다.

## 출연진
- 레이철 바이스
- 데이비드 스트러세언
- 니콜라이 리 코스
- 애나 아니시모바
- 모니카 벨루치
- 버네사 레드그레이브
- 폴라 슈람
- 알렉산드루 포토체안
- 윌리엄 호프
- 러리사 컨드래키
- 자네트 하인
- 베네딕트 컴버배치
- 데이비드 휼렛
- 루크 트레더웨이
- 리엄 커닝엄
- 필루 아스베크
- 디미트리 고리처스
- 블라드 이바노브
- 트레버 화이트 (크레디트 미기재)

## 기타 제작진
- 공동 제작: 로버트 버내키
- 미술: 캐럴라인 폴머
- 의상: 거샤 필립스